# Дидорф (Рен)
Дидорф (њем. Diedorf) општина је у њемачкој савезној држави Тирингија. Једно је од 61 општинског средишта округа Вартбург. Према процјени из 2010. у општини је живјело 395 становника. Посједује регионалну шифру (AGS) 16063016.

## Географски и демографски подаци
Дидорф се налази у савезној држави Тирингија у округу Вартбург. Општина се налази на надморској висини од 400 метара. Површина општине износи 4,8 km². У самом мјесту је, према процјени из 2010. године, живјело 395 становника. Просјечна густина становништва износи 83 становника/km².